# Actornithophilus pustulosus
Actornithophilus pustulosus är en insektsart som först beskrevs av Piaget 1880.  Actornithophilus pustulosus ingår i släktet Actornithophilus, och familjen spolätare. Arten är reproducerande i Sverige.